# 三大革命展示館

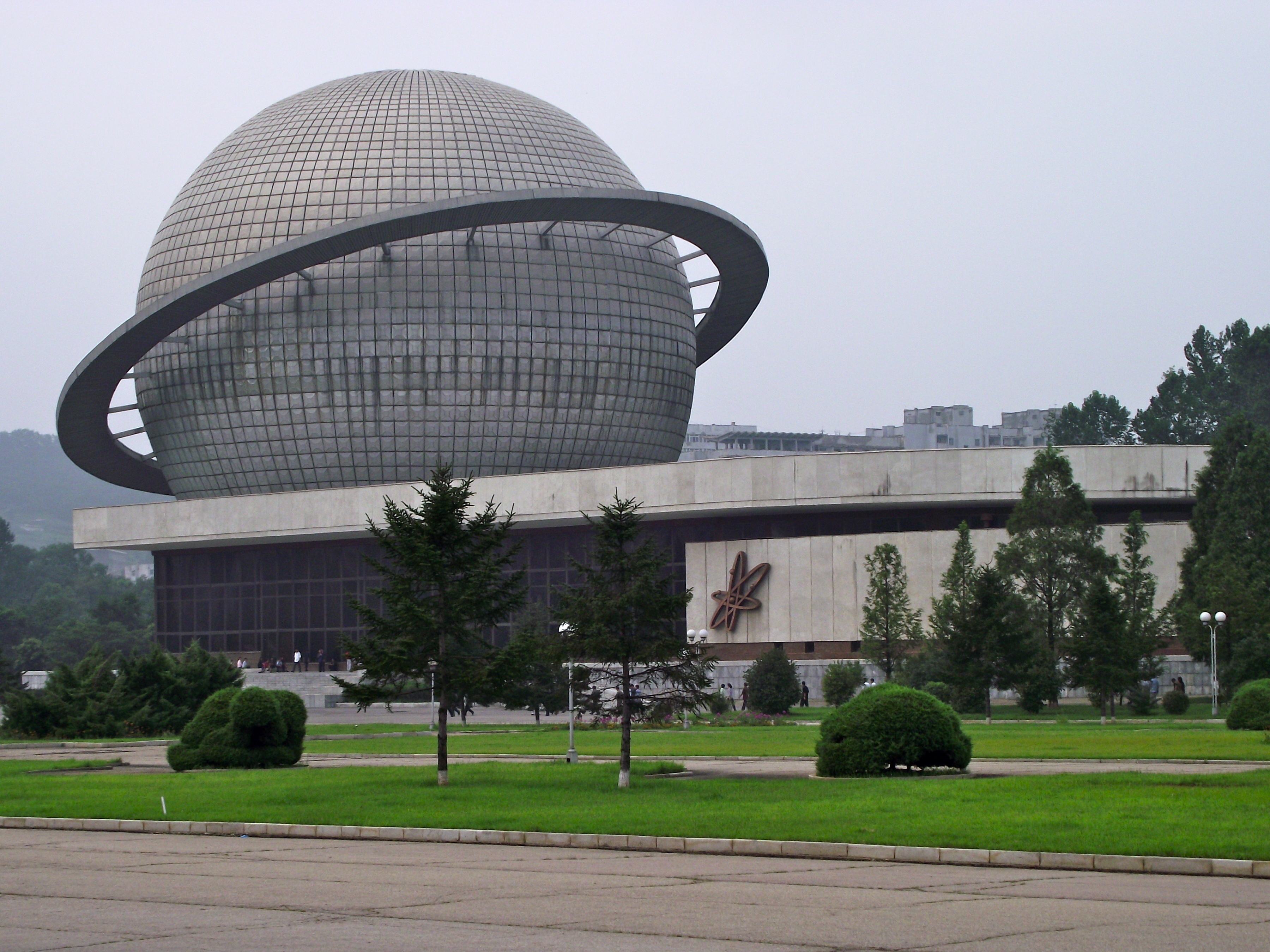
三大革命展示館電子工業館外觀。

三大革命展示館（：／）是一座位於朝鮮民主主義人民共和國首都平壤市西城區域的博物館，陳列有關金日成提倡的「三大革命」的資料。

## 历史
該博物館於1993年設立，總面積26萬平方公里，由電子工業館、新技術革新館、輕工業館、重工業館、農業展館等構成。據朝鮮國營通訊社朝鮮中央通訊社解釋，三大革命展示館的前身為1946年創立的民主建設展覽會，用作進行展覽之用。朝鮮戰爭以後，工業和農業展覽也是在民主建設展覽會舉行。1989年，在金正日的指示下，民主建設展覽會被改建為三大革命展示館。故此，三大革命展示館在2016年時舉行了創立70周年的紀念活動，朝鮮勞動黨為此對展示館發出賀文。此外，在期間，南韓總統盧武鉉派出的49人特別隨行人員曾到訪過該展示館。

## 資料來源
1. ↑  . 中央日報. 1993-07-08  [2018-05-26]. （原始内容存档于2018-05-27） （韩语）.
2. 1 2  . 統一新聞. 2016-08-06  [2018-05-26]. （原始内容存档于2018-05-26） （韩语）.
3. ↑  . 統一新聞. 2007-10-03  [2018-05-15]. （原始内容存档于2018-05-24） （韩语）.